# کوکس (کمون)
کوکس (به فرانسوی: Coux) یک کمون (فرانسه) در فرانسه است که در آردش واقع شده‌است. کوکس ۱۲٫۰۲ کیلومتر مربع مساحت دارد و ۲۰۱ متر بالاتر از سطح دریا واقع شده‌است.